# Gnophos lignicolor
Gnophos lignicolor là một loài bướm đêm trong họ Geometridae.